# 紀元前829年
紀元前829年（きげんぜん829ねん）は、西暦による年。

## 他の紀年法
- 干支 : 壬申
- 中国
  - 周 - 共和13年
  - 魯 - 真公27年
  - 斉 - 武公22年
  - 晋 - 釐侯12年
  - 秦 - 秦仲16年
  - 楚 - 熊厳9年
  - 宋 - 恵公2年
  - 衛 - 釐侯26年
  - 陳 - 釐公3年
  - 蔡 - 夷侯9年
  - 曹 - 幽伯6年
  - 燕 - 恵侯36年
- 朝鮮
  - 檀紀1505年
- ユダヤ暦 : 2932年 - 2933年
- アッシリア暦 : 3922年
- 人類紀元 : 9172年